# Axel Persson
Axel Persson (n. 23 ianuarie 1888, Eskilstuna, Södermanlands län, Suedia – d. 2 septembrie 1955, Västerhaninge, Comitatul Stockholm, Suedia) a fost un ciclist suedez, medaliat olimpic. A participat la 2 ediții ale Jocurilor Olimpice (1912, 1920) în care a câștigat o medalie de aur și o medalie de argint.